# Codiocarpus andamanicus
Codiocarpus andamanicus là một loài thực vật có hoa trong họ Stemonuraceae. Loài này được (Kurz) R.A.Howard mô tả khoa học đầu tiên năm 1943.